# 半田警察署
半田警察署（はんだけいさつしょ）は、愛知県警察が管轄する警察署の一つである。大規模警察署であり、署長は警視正。

## 所在地
- 愛知県半田市出口町1-31

## 管轄区域
- 半田市
- 知多郡阿久比町
- 武豊町
- 東浦町
- 南知多町
- 美浜町

## 沿革
- 1948年（昭和23年）3月7日：従前の愛知県警察部と旧半田警察署が解体。自治体警察として半田市警察と内海町警察が発足。周辺町村は国家地方警察知多地区警察署の管轄になる。
- 1951年（昭和26年）：警察法一部改正で内海町警察廃止。国家地方警察知多地区警察署を2分割して、知多東地区警察署が発足。
- 1954年（昭和29年）：新警察法の公布で、新たに都道府県警察として愛知県警察が発足。半田市警察と国家地方警察知多東地区警察署管内を管轄区域として愛知県半田警察署を設置。
- 2023年（令和5年）1月4日：庁舎建て替えに伴い交通課のみ仮庁舎に移転。

## 組織
- 警務課
  - 警務係
  - 住民サービス係
  - 留置管理係
- 会計課
  - 会計係
- 生活安全課
  - 生活安全(第一係・第二係)
  - 少年係
  - 保安(第一係・第二係)
- 地域課
  - 地域総務係
  - 地域(第一係～第三係)
  - 特別警戒隊
- 刑事課
  - 刑事総務係
  - 強行(第一係・第二係)
  - 盗犯(第一係・第二係)
  - 鑑識係
  - 知能係
  - 暴力薬物係
- 交通課
  - 交通総務係
  - 交通規制係
  - 指導取締係
  - 事故捜査係
- 警備課
  - 警備(第一係・第二係)
  - 災害対策係
  - 外事係

## 幹部交番
（ ）の中は所在地

### 南知多町
- 南知多幹部交番（知多郡南知多町大字内海字中浜田15番地の1）

## 交番
（ ）の中は所在地

### 半田市
- 亀崎交番（半田市亀崎高根町2丁目145番地）
- 乙川交番（半田市乙川栄町74番地）
- 衣浦交番（半田市十一号地1番地の9）
- 青山交番（半田市青山1丁目11番地の1）
- 雁宿交番（半田市清城町1丁目11番地の16）
- 末広交番（半田市南末広町27番地の4）

### 阿久比町
- 阿久比交番（知多郡阿久比町大字阿久比字駅前一丁目12番地）

### 武豊町
- 武豊交番（知多郡武豊町字迎戸129番地の1）
- 富貴交番（知多郡武豊町大字富貴字北側69番地の5）

### 東浦町
- 東浦交番（知多郡東浦町大字石浜字中央8番地の7）
- 東浦北部交番（知多郡東浦町大字緒川字塩田70番地）

### 美浜町
- 河和交番（知多郡美浜町大字河和字北田面68番地1）
- 美浜西交番（知多郡美浜町大字奥田字石畑383番地の2）

## 駐在所
（ ）の中は所在地

### 東浦町
- 藤江駐在所（知多郡東浦町大字藤江字須賀9番地の1）
- 緒川新田駐在所（知多郡東浦町大字緒川字新左田13番地の5）

### 南知多町
- 大井駐在所（知多郡南知多町大字大井字真向18番地の4）
- 片名駐在所（知多郡南知多町大字片名字郷中118番地）
- 師崎駐在所（知多郡南知多町大字師崎字鳥西75番地の7）
- 豊浜東駐在所（知多郡南知多町大字豊浜字下大田面20番地の8）
- 豊浜西駐在所（知多郡南知多町大字豊浜字田名畑33番地の14）
- 山海駐在所（知多郡南知多町大字山海字屋敷121番地）
- 日間賀島駐在所（知多郡南知多町大字日間賀島字浪太74番地の4）
- 篠島駐在所（知多郡南知多町大字篠島字堂山53番地の21）

## 主な事件
- 署内での巡査殺害事件 - 1967年（昭和42年）6月12日未明、署内で当直の男性巡査が刺殺され、翌13日に被疑者として暴力団員2人が逮捕された[1]。
- 半田保険金殺人事件 - 1984年（昭和59年）に発覚[2]。